# Stöldskyddsmärkning
Stöldskyddsmärkning innebär att man utför en permanent märkning på ett objekt som identifierar ägaren och som inte går att avlägsna utan att göra fysisk åverkan på objektet. Om stöldskyddsmärkningen ska vara effektiv och ha en förebyggande effekt, så bör den vara väl synlig. Stöldskyddsmärkningen består oftast av en yttre etikett/dekal med ägaruppgifter och om den avlägsnas så blir ID-uppgifterna synliga via en permanent etsning, gravering eller vulkanisering in i chassit. Stöldskyddsmärkningen kan identifiera ägaren antingen via ett namn, organisationsnummer, personnummer eller ett unikt registreringsnummer till en sökbar databas.
Exempel:
- Brännmärkning av kor är en av de äldsta och mest välkända formerna av permanent stöldskyddsmärkning.

Idag finns det olika typer av teknik till stöldskyddsmärkning på marknaden. De äldsta varianterna är antingen en gravyrpenna eller en hålstansad/laserstansad etikett där man etsar in ett ID i chassit med hjälp av en etsningsfärg. På grund av att många objekt numera har en hård yta av metall, till exempel aluminium, så kan inte etsfärgen tränga in i chassit. Därför har denna etsnings-teknik på senare tid ersatts av en synlig etikett/dekal som har en bakomliggande mindre etikett med ID-uppgifter som vulkas in i chassit med hjälp av ett speciallim. Denna teknik fungerar på de flesta material.
En permanent stöldskyddsmärkning är ett effektivt sätt att förebygga inbrott, stöld och förlust av stöldbegärliga objekt. Lås, larm & Vaktbolag är de vanligaste åtgärderna för att minska risken för inbrott och stöld, men trots detta kan det ändå vara intressant för tjuven att gå förbi detta skalskydd. Det beror på att de flesta stöldbegärliga föremål är anonyma och saknar identitet som till exempel datorer, bildskärmar, TV, mobiltelefoner, kameror, TV-spel, verktyg mm. 
Anonyma objekt utan identitet är attraktiva för tjuven, för att snabbt kunna sälja dem vidare på den svarta marknaden på nätet eller via annonser och torgmarknader. Stöldskyddsmärkning får också stöd i lagtexten om Lag om godtrosförvärv av lösöre (1986:796). 